# Ворошилов Вадим Олександрович
Вадим Олександрович Ворошилов (позивний «Karaya»; нар. 2 лютого 1994, м. Кременчук, Полтавська область) — український військовослужбовець, льотчик 2-го класу, підполковник Повітряних сил ЗСУ, учасник російсько-української війни. Герой України.
Свій позивний взяв на честь льотчика Еріха Гартманна, що мав ідентичний позивний.

## Життєпис
Вадим Ворошилов народився 2 лютого 1994 року в місті Кременчук, що на Полтавщині.
2011 року закінчив Кременчуцький військовий ліцей, 2015 (з відзнакою; напрям підготовки — Військове управління (Повітряні Сили) та 2016 (магістр, з відзнакою, спеціальність — управління діями підрозділів авіації) Харківський національний університет Повітряних сил імені Івана Кожедуба.
Після закінчення навчання був направлений на службу до 204-ї бригади тактичної авіації, де служив льотчиком (2016—2018), старшим льотчиком (2018—2020) авіаційної ланки авіаційної ескадрильї та начальником служби безпеки польотів служб (2020—2021).
2017 року став найкращим молодим льотчиком повітряного командування «Південь».
2020 року за підсумками льотних змагань став «Найкращим екіпажем винищувальної авіації Повітряних сил України».
2021 року по закінченню терміну контракту звільнився з лав ЗСУ. В інтерв'ю пояснив своє звільнення з війська зайвою бюрократією. Працював старшим авіаційним начальником цивільного аеродрому.
Брав участь у бойових діях на сході України.

### Російське вторгнення в Україну (2022)

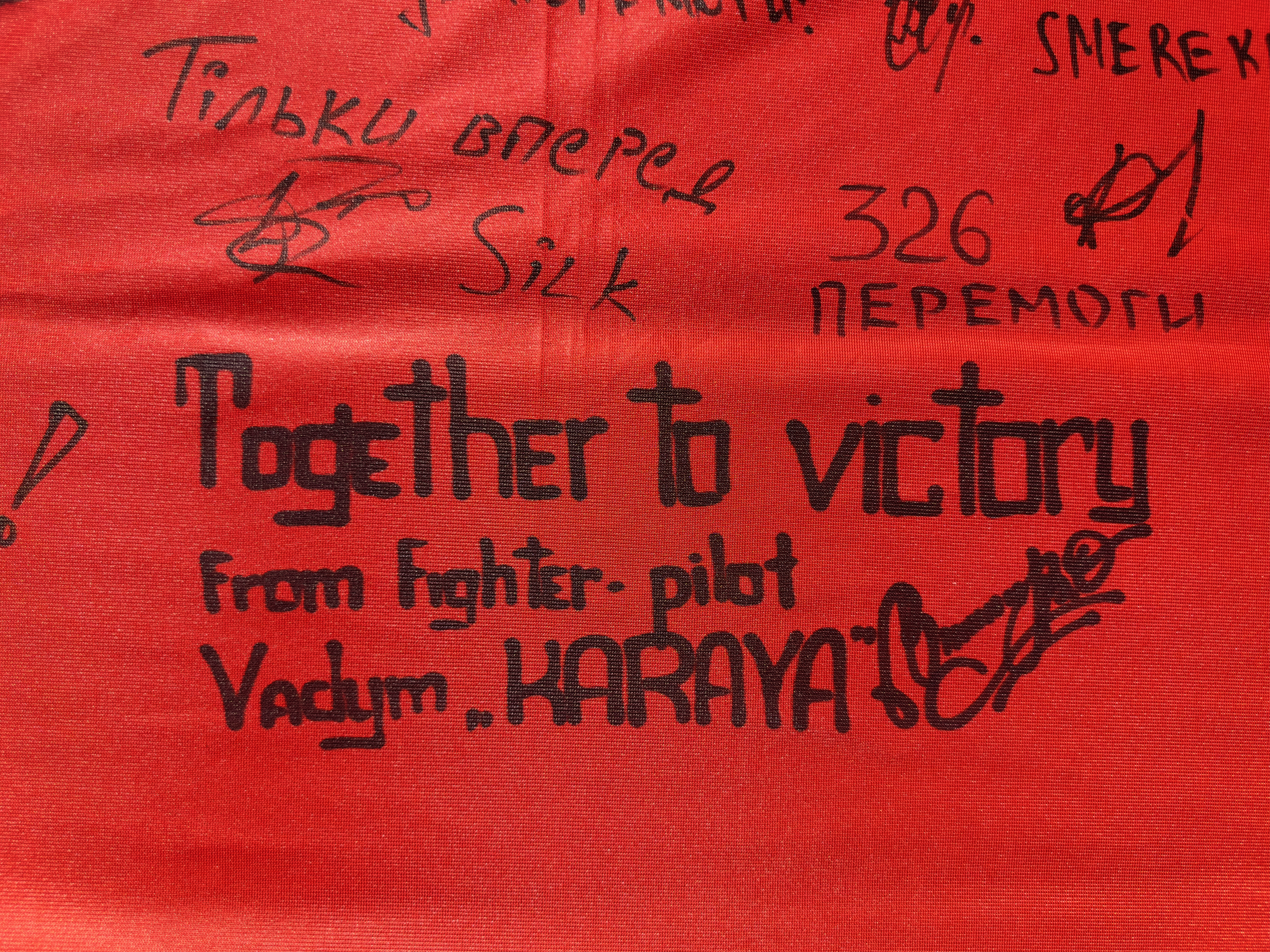
«Together to victory» (April 7, 2023)

24 лютого 2022 року, після початку повномасштабного вторгнення РФ до України, відновився на службі.
Відновив навички з льотної підготовки та вирушив на оперативні аеродроми для виконання завдань за призначенням.
Спочатку виконував завдання над Житомирською областю. Після того на ізюмському та східному напрямках, а згодом над Херсонщиною.
10 жовтня, під час масованого ракетного обстрілу, збив дві крилаті російські ракети.
12 жовтня знищив п'ять дронів «Shahed 136»: три — на півдні України і два — над Вінницею. Через пошкодження літака Вадим катапультувався на Вінниччині, попередньо відвівши винищувач МіГ-29 від населеного пункту.
У грудні Вадима було удостоєно звання Героя України.

## Нагороди
- Звання Герой України з врученням ордена «Золота Зірка» (5 грудня 2022) — за особисту мужність і героїзм, виявлені у захисті державного суверенітету та територіальної цілісності України, самовіддане служіння Українському народу[10]
- Орден «За мужність» III ст. (8 серпня 2022) — за особисту мужність і самовіддані дії, виявлені у захисті державного суверенітету та територіальної цілісності України, вірність військовій присязі[11]

## Цікаві факти
20 жовтня 2022 року у Вінниці відбулася презентація ексклюзивної поштової марки з «бойовим гусаком-льотчиком», яку присвятили пілоту Karaya.